# Чемпіонат Європи з параканое серед спортсменів з ураженнями опорно-рухового апарату 2018
Чемпіонат Європи з параканое серед спортсменів з ураженнями опорно-рухового апарату 2018 проходив з 4 по 11 червня року у м. Белград (Сербія).

## Медальний залік
| Місце            | Країна           | Золото | Срібло | Бронза | Загалом |
| ---------------- | ---------------- | ------ | ------ | ------ | ------- |
| 1                | Велика Британія  | 4      | 3      | 1      | 8       |
| 2                | Італія           | 2      | 0      | 0      | 2       |
| 3                | Росія            | 1      | 3      | 3      | 7       |
| 4                | Україна          | 1      | 1      | 1      | 3       |
| 5                | Австрія          | 1      | 0      | 0      | 1       |
| 6                | Швеція           | 1      | 0      | 0      | 1       |
| 7                | Польща           | 0      | 1      | 2      | 3       |
| 8                | Угорщина         | 0      | 1      | 1      | 2       |
| 9                | Румунія          | 0      | 1      | 0      | 1       |
| 10               | Франція          | 0      | 0      | 1      | 1       |
| 11               | Німеччина        | 0      | 0      | 1      | 1       |
| Загалом 13 країн | Загалом 13 країн | 10     | 10     | 10     | 30      |

## Виступ України
Українська національна паралімпійська збірна команда з параканое була представлена 6 спортсменами. Українці здобули 1 золоту, 1 срібну та 1 бронзову медалі, а також четверте загальнокомандне місце серед 30-ти спортсменів з 13-ти країн-учасниць. Золото здобув Ємельянов Сергій у байдарці KL3, срібло Лагутенко Наталія в аутригері VL3 та бронза у Синюка Миколи у байдарці KL2.
Через технічну невідповідність була дискваліфікована Марина Мажула, яка фінішувала і була викликана суддями на контроль човнів (boat control).
Проходив класифікацію (повторно) Супрун Олександр який, отримав клас KL2 зі статусом підтверджений (confirmed) і не мав можливості взяти участь у змаганнях чемпіонату Європи, бо відповідно до правил змагань, в цьому класі від однієї країни мають можливість брати участь тільки 2 спортсмени (Вельгун Володимир та Синюк Микола).
| № п/п | Спортсмен                       | Вид програми, клас | Зайняте місце | Тренер        |
| ----- | ------------------------------- | ------------------ | ------------- | ------------- |
| 1     | Лагутенко Наталія Леонідівна    | KL2                | 6             | Загреба В. М. |
| 1     | Лагутенко Наталія Леонідівна    | VL3                | 2             | Загреба В. М. |
| 2     | Ємельянов Сергій Олександрович  | KL3                | 1             | Загреба В. М. |
| 3     | Синюк Микола Володимирович      | KL2                | 3             | Загреба В. М. |
| 4     | Вельгун Володимир Володимирович | KL2                | 8             | Загреба В. М. |
| 4     | Вельгун Володимир Володимирович | VL3                | 10            | Загреба В. М. |
| 5     | Мажула Марина Анатоліївна       | KL1                | -             | Загреба В. М. |
| 6     | Супрун Олександр Васильович     | KL2                | -             | Загреба В. М. |